# Митрофанівка (Куп'янський район)
Митрофа́нівка — село в Україні, у Дворічанській селищній громаді Куп'янського району Харківської області. Населення становить 372 осіб. До 2020 орган місцевого самоврядування — Петро-Іванівська сільська рада.

## Географія
Село Митрофанівка знаходиться на правому березі річки Верхня Дворічна, є міст. Південна частина села — це колишнє село Михайлівка, між ними проходить Балка Плотва, на протилежному березі — села Нововасилівка та Петро-Іванівка.

## Історія
1830 — дата заснування.
7 (20) листопада 1917 року, відповідно до.Третього Універсалу Української Центральної Ради, увійшло до складу Української Народної Республіки.
Село постраждало внаслідок геноциду українського народу, проведеного урядом СРСР в 1932—1933 роках, кількість встановлених жертв в Петрово-Іванівці, Митрофанівці, Новомлинську, Хотинську, Дриголівці, Михайлівці — 55 людей. 
До Митрофанвки приєднане село Корінне.
12 червня 2020 року, відповідно до Розпорядження Кабінету Міністрів України  № 725-р «Про визначення адміністративних центрів та затвердження територій територіальних громад Харківської області», увійшло до складу Дворічанської селищної громади.
19 липня 2020 року, в результаті адміністративно - територіальної реформи та ліквідації Дворічанського району, село увійшло до складу Куп'янського району Харківської області.
Село тимчасово окуповане російськими військами 24 лютого 2022 року.

## Економіка
- В селі є молочно-товарна і свино-товарна ферми.